# Tydje socken
Tydje socken i Dalsland ingick i Tössbo härad och är sedan 1971 en del av Åmåls kommun, från 2016 inom Tösse-Tydje distrikt.
Socknens areal är 29,92 kvadratkilometer varav 28,90 land. År 1953 fanns här 349 invånare. Sockenkyrkan revs 1849 varefter Tösse kyrka i grannsocknen använts som sockenkyrka. 1955 byggdes Tydje kapell på den gamla sockenkyrkans plats.   

## Administrativ historik
Socknen har medeltida ursprung.
Vid kommunreformen 1862 övergick socknens ansvar för de kyrkliga frågorna till Tydje församling och för de borgerliga frågorna bildades Tydje landskommun. Landskommunen uppgick 1952 i Tössbo landskommun som 1971 uppgick i Åmåls kommun.
Församlingen uppgick mellan 1867 och 1870 i Tösse församling som 1910 namnändrades till Tösse med Tydje församling. Denna uppgick 2010 i sin tur i Åmåls församling.
1 januari 2016 inrättades distriktet Tösse-Tydje, med samma omfattning som Tösse med Tydje församling hade 1999/2000, och vari detta sockenområde ingår.
Socknen har tillhört län, fögderier, tingslag och domsagor enligt vad som beskrivs i artikeln Tössbo härad. De indelta soldaterna tillhörde Västgöta-Dals regemente och Tössbo kompani.

## Geografi
Tydje socken ligger söder om Åmål vid Vänern och kring Tydjesjön och omfattar också en skärgård. Socknen är en kuperad skogsbygd.

## Fornlämningar
Några boplatser och hällkistor från stenåldern har påträffats. Från bronsåldern finns flera gravrösen. Från järnåldern finns mindre gravfält.

## Namnet
Namnet skrevs 1391 Tydhia och kommer från kyrkbyn. Namnet kan i äldst tid ha avsett Tydjesjön och har oklar tolkning.

## Befolkningsutveckling
| Befolkningsutvecklingen i Tydje socken 1750–1820 | Befolkningsutvecklingen i Tydje socken 1750–1820 | Befolkningsutvecklingen i Tydje socken 1750–1820 | Befolkningsutvecklingen i Tydje socken 1750–1820 | Befolkningsutvecklingen i Tydje socken 1750–1820 |
| --- | ------------------------------------------------ | ------------------------------------------------ | ------------------------------------------------ | ------------------------------------------------ |
| |                                                  |                                                  |                                                  |                                                  |
| År |                                                  |                                                  | Folkmängd                                        |                                                  |
| 1750 | 1750                                             |                                                  | 369                                              |                                                  |
| 1760 | 1760                                             |                                                  | 415                                              |                                                  |
| 1769 | 1769                                             |                                                  | 415                                              |                                                  |
| 1780 | 1780                                             |                                                  | 404                                              |                                                  |
| 1790 | 1790                                             |                                                  | 430                                              |                                                  |
| 1800 | 1800                                             |                                                  | 460                                              |                                                  |
| 1810 | 1810                                             |                                                  | 401                                              |                                                  |
| 1820 | 1820                                             |                                                  | 507                                              |                                                  |
| Anm: Från 1830 är befolkningsstatistiken gemensam med Tösse socken. Källor: Umeå universitet - Tabellverket 1749-1859, Demografiska databasen, CEDAR, Umeå universitet |                                                  |                                                  |                                                  |                                                  |